# فرنسيس جونيور بيرس
فرنسيس جونيور بيرس (بالإنجليزية: Francis Junior Pierce)‏ هو عسكري أمريكي، ولد في 7 ديسمبر 1924 في إرلفيل في الولايات المتحدة، وتوفي في 21 ديسمبر 1986 في غراند رابيدز في الولايات المتحدة.